# Iglesia de Santa Eufemia (Leorza)
La iglesia de Santa Eufemia es un edificio de carácter religioso ubicado en Leorza, localidad del concejo de Real Valle de Laminoria, en el municipio de Arraya-Maestu, en la provincia de Álava (País Vasco).

## Contexto

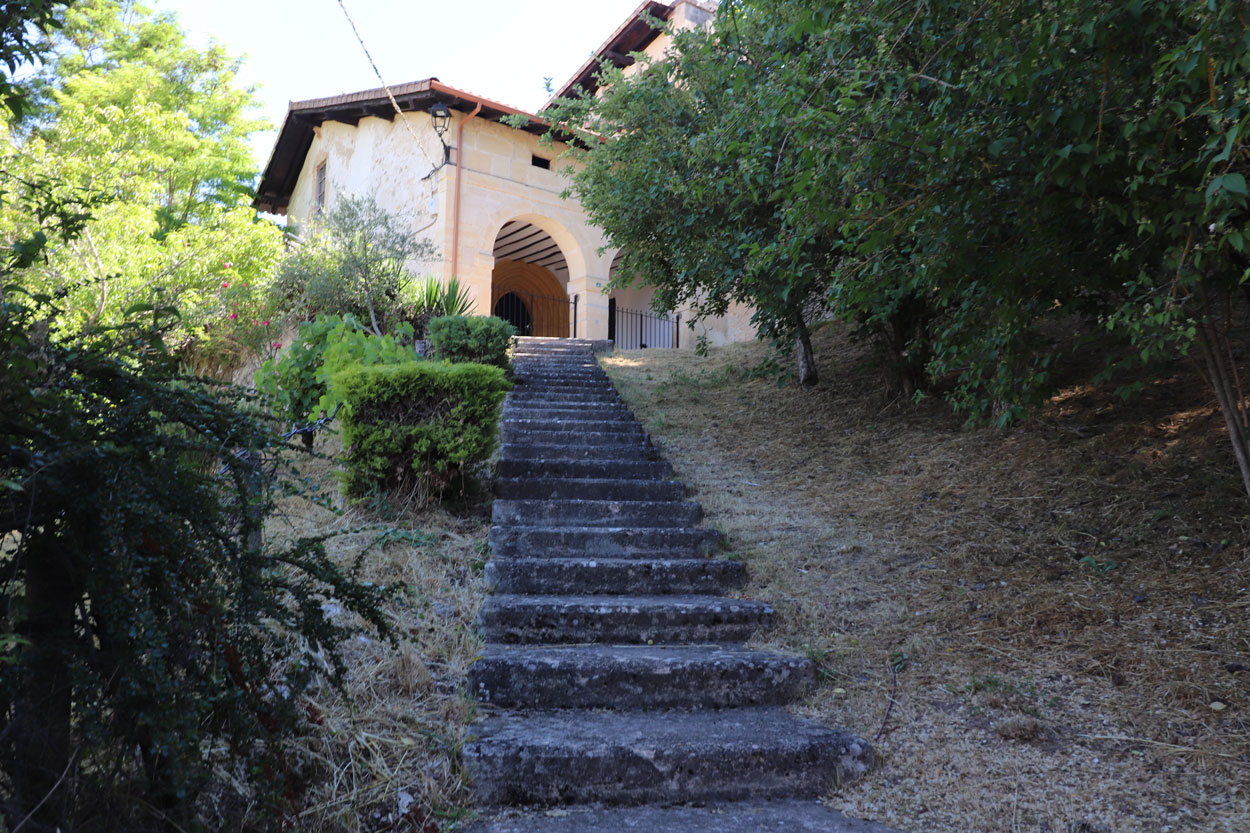
Escaleras de subida a Santa Eufemia de Leorza

El templo se encuentra ubicado en la parte más alta de la localidad,(para llegar a él hay que ascender un buen número de escaleras) en la zona conocida como barrio de Santa Eufemia. La aldea de Leorza/Elortza aparece recogida en el documento de la Reja de San Millán (1025) como Elhorzahea.

## Historia
Buena parte de la historia de la iglesia de Santa Eufemia de Leorza estuvo unida a la de la cercana abadía de Santa Pía, hoy desaparecida.La documentación que se conserva cuenta que fue el párroco de Leorza quien clausuró la abadía en el siglo XVIII y trasladó algunos elementos litúrgicos y hasta arquitectónicos a Leorza y otras localidades cercanas.En el edificio se aprecian claramente dos momentos constructivos: uno se correspondería con la edificación original, del siglo XIII, y el otro al siglo XVI.

## Descripción

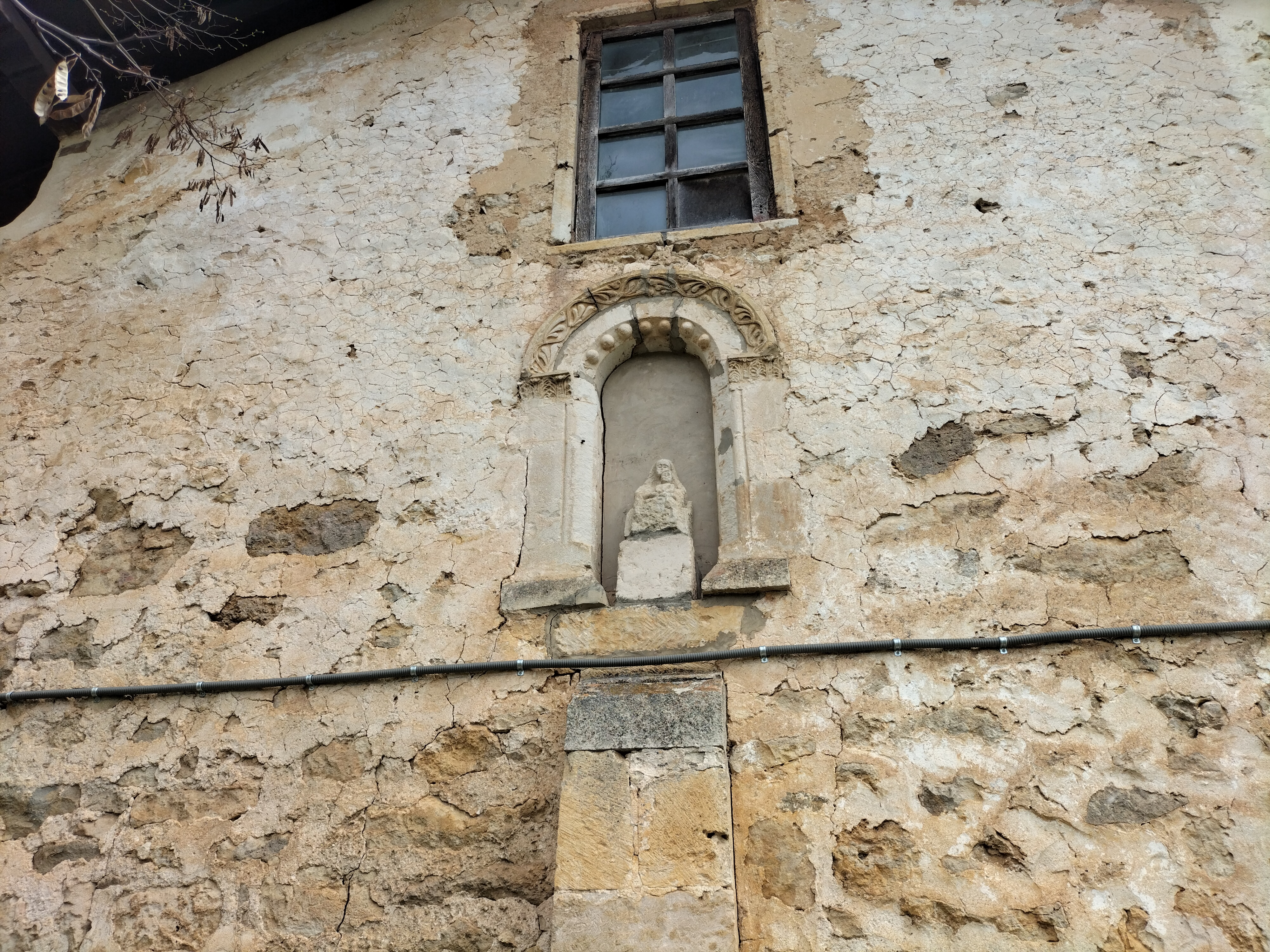
Ventana románica de Santa Eufemia de Leorza

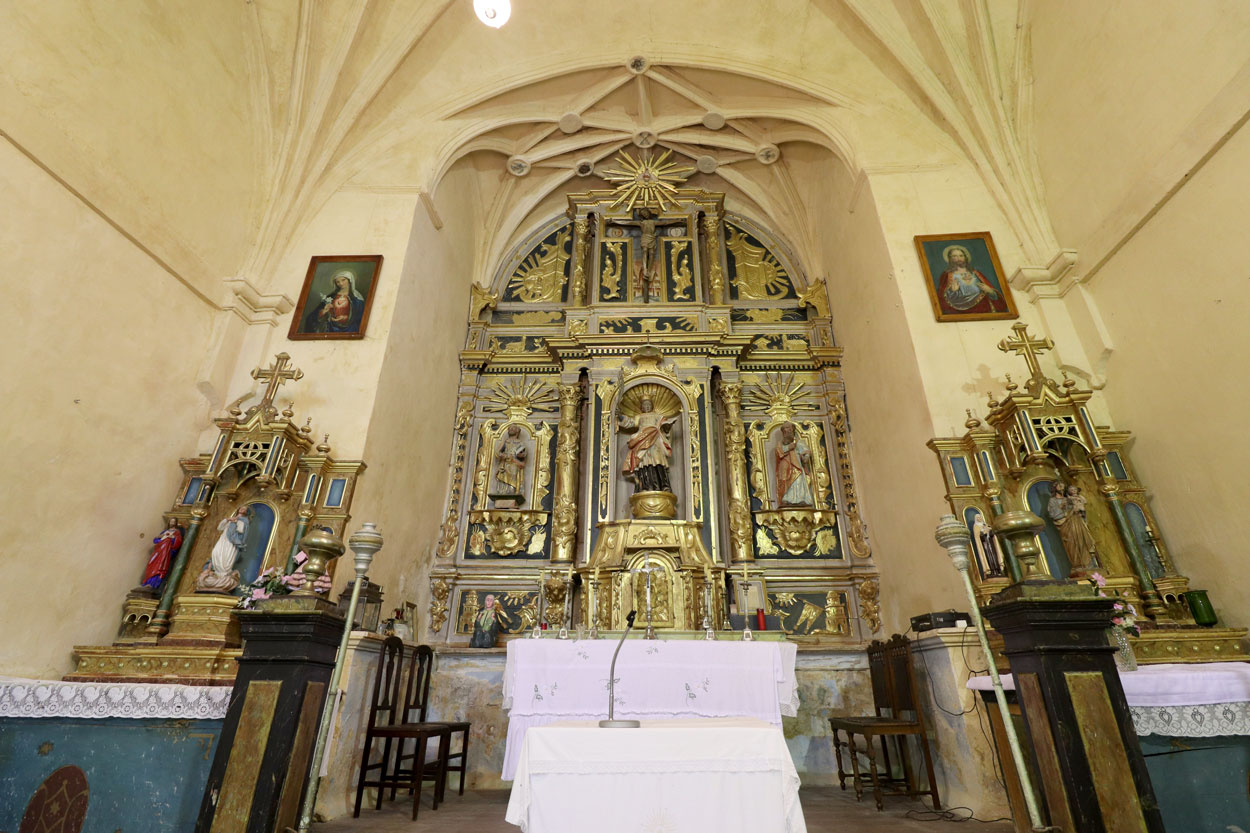
Retablo mayor de Santa Eufemia de Leorza

En el exterior, sobre el muro sur y resguardada por un pórtico de sillería con dos arcos realizado en el siglo XIX, se encuentra la sobria portada románica. Está compuesta por cuatro arquivoltas, dos de ellas decoradas con ajedrezado, y sobrearco baquetonado, todos apuntados. Los capiteles de las columnas tienen esbozos de decoración vegetal. Se conservan portadas muy similares en otras localidades alavesas como Txintxetru, Alaiza, Cicujano y Maeztu. La puerta que cierra el templo perteneció a la desaparecida Abadía de Santa Pía. También en el exterior, a los pies del templo, se conserva una interesante ventana románica decorada con bolas y motivos vegetales. En algún momento fue remontada y tapiada y se colocó en el vano una escultura de piedra que representa a una Virgen sedente con Niño.
En el interior, una pequeña espadaña sirve de transición entre el primer tramo y la cabecera del templo, obra del siglo XVI y cubiertos por bóveda de terceletes, y la nave románica de los siglos XII-XIII que conserva en buen estado la bóveda de cañón apuntada y articulada por arcos fajones. En la zona más oriental de la iglesia se abre un espacio, a modo de presbiterio, que se cierra con una interesante bóveda nervada y que aloja el retablo mayor.Éste, del Barroco tardío con decoración rococó y tres calles, es del tercer cuarto del siglo XVIII. En el centro se ubica la imagen de Santa Eufemia, de la misma época. A los lados, y de la misma cronología, se encuentran dos tallas de San Pedro y San Pablo. El retablo está rematado por una figura de Cristo Crucificado, probablemente del siglo XVI.